# Diallele

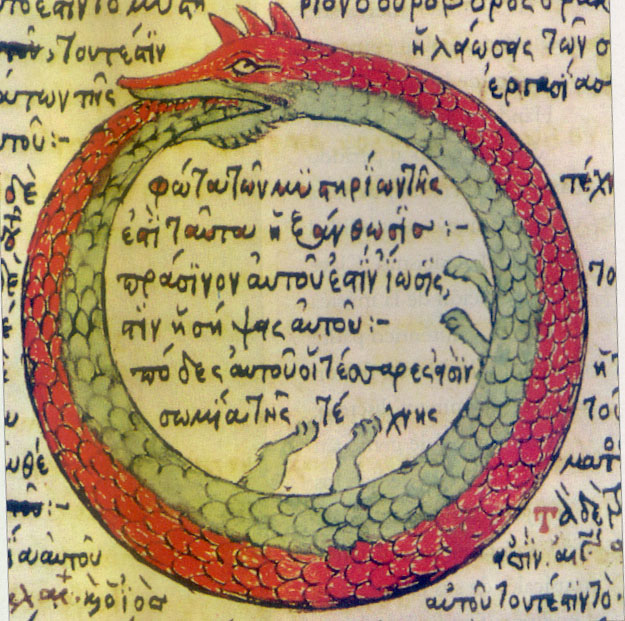
L'Uroboro come simbolo del circolo vizioso

Il diallele o ragionamento circolare è un termine di derivazione greca (diállēlos, "ragionamento reciproco"), usato nella logica classica per indicare un ragionamento logico fallace in cui le premesse derivano dalle conseguenze e queste da quelle, realizzando così un circolo vizioso dove la dimostrazione è solo apparente. Si tratta di una particolare forma di petitio principii, la più comune.
Per gli scettici proprio il sillogismo sarebbe un diallele perché colui che formula la premessa maggiore (per es. "tutti gli uomini sono mortali") ha concepito, intuito, la conclusione ("Socrate è mortale") ancor prima della premessa come contenuta in essa.

## Il circolo vizioso cartesiano
Un esempio di circolo vizioso è nel procedimento logico di cui si serve Cartesio per dimostrare, tramite il metodo, l'esistenza di Dio la quale, a sua volta, dimostra l'assoluta infallibilità del metodo. 
Iniziando:
- L'idea di Dio perfetta e quindi vera (perché chiara e distinta) (A)
- trova la sua corrispondenza nella realtà cioè nell'esistenza di un Dio perfetto, veridico (B)

→ per cui A giustifica B
- ma Cartesio si era servito della dimostrazione dell'esistenza di un Dio perfetto, buono e quindi veridico (B)
- per dimostrare che non esisteva il "genio maligno" e che quindi ogni idea, chiara e distinta era vera e corrispondente alla realtà (A)

← ora è B che giustifica A

## La difesa di Cartesio
Sin dall'inizio Cartesio dovette difendersi dalle obiezioni che gli venivano poste soprattutto da Antoine Arnauld a proposito del circolo:
Cartesio rispose rivendicando la circolarità del pensiero che si serve delle conseguenze per giustificare, confermare ulteriormente, gli stessi punti di partenza su cui possono ancora nascere dubbi. 
Quindi B è veramente giustificato da A e nello stesso tempo B giustifica ancora la verità di A, delle premesse. 